# Gingivită
Gingivita este o boală non-invazivă care cauzează inflamația țesuturilor. Cea mai comună formă de gingivită și boală parodontală, ca un răspuns la biofilmul bacterian care este prezent pe suprafețele dentare, este numită gingivită indusă de placa bacteriană. Majoritatea formelor de gingivită sunt induse de placă.
În timp ce unele cazuri de gingivita nu progresează niciodată spre parodontite, parodontitele marginale sunt întotdeauna precedate de gingivite.
Gingivita este reversibilă cu o igienă orală bună, totuși, fără tratament, aceasta poate progresa către parodontită, unde inflamația gingiilor rezultă în distrugerea țesuturilor și resorbția osoasă în jurul dinților. Parodontita marginală poate duce, în fazele avansate, la pierderea dinților.

## Semne și simptome
- Simptomele gingivitelor sunt oarecum nespecifice și se manifestă în țesuturile gingivale ca semne clasice de inflamație:
- Gingii mărite de volum
- Gingii de culoare roșu aprins sau violet
- Gingii cu sensibilitate sau durere la atingere
- Sângerare gingivală spontană sau după periaj sau ață dentară
- Respirație urât mirositoare (halitoză)

În plus, suprafața texturată a gingiilor care există în mod normal, poate dispărea, iar gingiile pot părea lucioase când țesutul devine inflamat și se destinde peste țesutul conjunctiv subiacent.
Acumularea de bacterii poate să determine un miros neplăcut. Când gingia este mărită, epiteliul de la nivel cervixului gingival devine ulcerat și astfel apare sângerarea gingivală mult mai ușor, chiar și cu un periaj gentil, și în special când se utilizează ața dentară.

## Complicații
- Recurența gingivitei
- Parodontita
- Infecții sau abcese ale gingiilor sau ale oaselor maxilare
- Inflamarea nodulilor ganglionari
- Gingivita acută ulcerativă necrozantă
- Poate fi asociată cu nașterea prematură și greutatea mică la naștere

Un nou studiu din 2018 prezintă dovezi că bacteriile din gingivite sunt asociate cu boala Alzheimer. Cercetătorii au admis faptul că este nevoie de mai multe dovezi care să lege cauza și efectul. Alte studii au expus faptul că bacteria P. Gingivalis – care este responsabilă de multe forme de gingivite – poate migra de la nivelul cavității orale la creier, la șoareci. Iar, la poarta de intrare în creier, P. Gingivalis poate reproduce toate caracteristicile asociate bolii Alzheimer.

## Cauze
Cauza principală a gingivitei este placa bacteriană care acționează astfel încât să inițieze răspunsul imun al gazdei. Acest lucru poate duce la distrucția țesutului gingival, care poate progresa până la distrucția aparatului periodontal de susținere.
Placa se acumulează în spațiile înguste dintre dinți, în șanțurile gingivale și în zonele cunoscute ca zone retentive pentru placa bacteriană: zone care determină acumularea plăcii și menținerea acesteia.
Exemple de astfel de zone includ marginile nefinisate ale obturațiilor și coroanelor, componente ale protezelor parțial mobilizabile și tartrul care se formează pe dinți. Deși aceste acumulări pot fi mici, bacteriile de la acest nivel pot determina apariția unor produși chimici, precum enzime degradante, și toxine, ca lipopolizaharide sau acidul lipoichoic, care contribuie la apariția unui răspuns inflamator la nivel gingival. Această inflamație poate cauza o mărire în volum a gingiei.
Placa inițială constă dintr-o comunitate bacteriană relativ simplă dominată de coci Gram-pozitivi. Pe măsură ce placa se maturizează și se dezvoltă gingivita, comunitățile devin din ce în ce mai complexe, cu proporții mai mari de bacterii Gram-negative, fusiforme, filamentare, spirală și spirochete. Studii experimentale pe gingivită, folosind culturi, au furnizat mai multe informații cu privire la speciile bacteriene specifice prezente în placă. Bacteriile asociate cu gingivita includ: Fusobacterium nucleatum subspecie polymorphum, Lachnospiraceae [G-2] specii HOT100, specii de Lautropia HOTA94 și Prevotella oulorum, în timp ce Rothia dentocariosa a fost asociată cu sănătatea parodontală.
Studiul suplimentar al acestor taxoni este necesar și poate duce la noi abordări terapeutice pentru prevenirea bolii parodontale.

## Factorii de risc
- Vârstă
- Osteoporoză
- Utilizarea scăzută a produselor de îngrijire dentară
- Igiena orală precară
- Igiena orală excesiv de agresivă, cum ar fi periajul cu peri rigizi
- Respirația orală în timpul somnului
- Aparatele ortodontice
- Medicamente și afecțiuni care provoacă xerostomie
- Fumatul
- Factori genetici
- Stres
- Probleme de sănătate mintală, cum ar fi depresia
- Afecțiuni preexistente precum diabetul

## Diagnostic
Gingivita este o categorie de boală parodontală în care nu are loc pierdere osoasă, dar inflamația și sângerările gingivale sunt prezente.
Fiecare dinte este divizat în 4 unități gingivale (mezial, distal, bucal și lingual) și i se oferă un scor de la 0 la 3 pe baza unui index gingival. Se realizează apoi media celor 4 scoruri, astfel încât fiecare dinte să aibă un singur scor.
Diagnosticul de gingivită este pus de către un medic dentist. Acesta este bazat pe date clinice obținute în urma unui examen parodontal. Acest examen constă în observarea vizuală, o serie de radiografii, sondarea gingiei, determinarea extinderii deteriorării recente sau vechi a parodonțiului și evaluarea istoricului dentar și medical.
Studii actuale arată că nivelul de activitate al enzimelor din mostrele de salivă sunt asociate cu distrucția parodontală: aspartat aminotransferaze (AST), alanin aminotransferaze (ALT), gamma glutamyl transferaze (GGT), alcalin fosfataze (ALP) și acid fosfataza (ACP). Prin urmare, acești biomarkeri enzimatici pot fi utilizați pentru a ajuta la diagnosticul și tratamentul gingivitei și parodontitei.
Un medic dentist va verifica simptomele de gingivită, și, de asemenea, poate examina cantitatea de placă bacteriană din cavitatea orală. În plus, va urmări eventuale semne de parodontită utilizând radiografii sau prin sondarea parodontală, precum și alte metode.
Dacă gingivita nu răspunde la tratament, consultul unui medic specialist parodontolog poate fi necesar.

## Clasificarea
Clasificarea din 1999
Există două categorii primare de boli gingivale, fiecare cu numeroase subgrupuri:
1. Boli gingivale induse de placa dentară.– Gingivita asociată numai cu placa bacteriană – Boli gingivale modificate de factori sistemici – Boli gingivale modificate de medicamente – Boli gingivale modificate de malnutriție
2. Leziuni gingivale neinduse de placa bacteriană– Boli gingivale de origine bacteriană specifică – Boli gingivale de origine virală – Boli gingivale de origine fungică – Boli gingivale de origine genetică – Manifestări gingivale ale condițiilor sistemice – Leziuni traumatice – Reacții la un corp străin – Nespecifice

Clasificarea din 2017
Bolile / afecțiunile gingivale au fost clasificate în următoarele:
1. Sănătatea parodontală și sănătatea gingivală
Sănătatea gingivală clinică pe un parodonțiu intact
Sănătatea gingivală clinică pe un parodonțiu redus
– Pacient cu parodontită stabilă
– Pacient fără parodontită
2. Gingivită – indusă de biofilmul dentar
- Asociat numai cu biofilmul dentar
- Mediat de factori de risc sistemici sau locali
- Mărirea gingivală influențată de medicamente

3. Boli gingivale – induse de biofilm non-dentar
- Tulburări genetice / de dezvoltare
- Infecții specifice
- Afecțiuni inflamatorii și imune
- Procese reactive
- Neoplasme
- Boli endocrine, nutriționale și metabolice
- Leziuni traumatice
- Pigmentare gingivală

## Prevenție
Gingivita poate fi prevenită printr-o igienă orală regulată care include periajul zilnic și utilizarea aței dentare. Apele de gură cu alcool, clorhexidină, peroxid de hidrogen sau clorură de sodiu pot fi utilizate. Un studiu clinic din 2004 a subliniat efectul benefic pe care peroxidul de hidrogen îl are asupra gingivitei. Utilizarea periuțelor electrice poate reduce riscul de apariției a gingivitei comparativ cu periajul manual.
Programele riguroase de control al plăcii bacteriene împreună cu detartrajul parodontal și chiuretajul s-au dovedit a fi folositoare, deși, potrivit Asociației Dentare Americane, sondarea parodontală și planarea radiculară sunt considerate tratamente pentru parodontită, nu ca prevenție pentru boala parodontală. În plus, într-o evaluare din 1997 a unei asociații din SUA, s-au găsit dovezi clare care arată că pasta de dinți care conține triclosan este eficientă în prevenirea gingivitei. În 2017, triclosanul a fost interzis în multe produse, dar a fost menținut în pastele de dinți datorită eficacității sale asupra bolilor gingivale. Totuși, în 2019, Colgate, sub presiunea mai multor avocați în domeniul sănătății, au eliminat triclosanul din ultima pastă de dinți care îl conținea de pe piață.
1. Igiena orală regulată: Periajul dinților de două ori pe zi și folosirea aței dentare.
2. Dietă echilibrată: Reducerea consumului de alimente bogate în zahăr care pot favoriza formarea plăcii dentare.
3. Control periodic la dentist: Vizite regulate pentru curățarea profesională a dinților.
4. Renunțarea la fumat: Impactul negativ al fumatului asupra sănătății gingiilor.

## Tratament
Scopul tratamentului este îndepărtarea plăcii. Terapia vizează reducerea bacteriilor orale și poate lua forma unor vizite regulate la un medic stomatolog, împreună cu o igienă orală adecvată la domiciliu. Astfel, mai multe dintre metodele utilizate în prevenirea gingivitei pot fi folosite și pentru tratamentul acesteia, cum ar fi detartrajul, planarea radiculară, chiuretajul, apele de gură care conțin clorhexidină sau peroxid de hidrogen și folosirea aței dentare. Periile interdentare ajută, de asemenea, la eliminarea oricăror agenți cauzali.
Ingredientele active care reduc placa și demonstrează reducerea eficientă a inflamației gingivale într-o perioadă de timp sunt triclosanul, digluconatul de clorhexidină și o combinație de timol, mentol, eucaliptol și salicilat de metil. Aceste ingrediente se găsesc în pasta de dinți și apa de gură. Peroxidul de hidrogen a fost considerat mult timp un medicament potrivit fără prescripție medicală pentru tratarea gingivitei.
Au existat dovezi care să arate efectul pozitiv al acestuia asupra controlului gingivitei în utilizarea pe termen scurt. Un studiu a indicat că clătirea gurii cu ape de gură pe bază de peroxid de hidrogen fluorurat poate elimina petele de la nivelul dinților și reduce gingivita.
Pe baza unor dovezi limitate, apele de gură cu uleiuri esențiale pot fi, de asemenea, utile, deoarece conțin ingrediente cu proprietăți antiinflamatorii, cum ar fi timolul, mentolul și eucaliptolul.
Bacteriile care cauzează gingivită pot fi controlate folosind zilnic un irigator oral cu o apă de gură care conține antibiotic. Fie amoxicilina, cefalexina sau minociclina în 500 de grame de apă de gură cu fluor fără alcool este de asemenea, un amestec eficient.
În plus, îngrijirea orală intensivă s-a dovedit a îmbunătăți sănătatea gingivală la persoanele cu diabet de tip 2 bine controlat. Distrugerea parodontală este, de asemenea, încetinită datorită îngrijirii orale extinse. Îngrijirea orală intensivă (educația asupra sănătății orale și detartrajul supra-gingival) fără nicio terapie parodontală, îmbunătățește sănătatea gingivală și poate preveni progresia gingivitei la persoanele cu diabetul bine controlat.